# Piroctolamina
Piroctolamina o piroctone olamina (nome commerciale Octopirox), è un composto utilizzato nel trattamento delle infezioni fungine. L'octopirox è il sale etanolammina dell'acido idrossammico piroctone. Utilizzato come principio attivo antiforfora, l'efficacia del composto in preparati dermatologici, soprattutto shampoo e tonici per capelli, è stata indagata e descritta in numerosi studi.
In Europa è stato autorizzato per l'uso in prodotti cosmetici alla concentrazione massima dell'1% (nei prodotti da risciacquare).

## Chimica
Il composto si presenta come una polvere bianca, cristallina, talvolta vagamente giallastra, da un debole odore caratteristico.
Facilmente solubile in alcool ed in soluzioni acquose di tensioattivi oppure in soluzioni miste di acqua/alcool (1-10%), è invece poco solubile in acqua e negli oli.

## Farmacodinamica
Piroctolamina svolge una importante azione antisettica locale, in parte attribuibile alla sua azione antiossidativa ed in parte alla sua intrinseca attività antibatterica ad ampio spettro.

Lo spettro d'azione della molecola comprende infatti diversi germi gram positivi, gram negativi e miceti. Fra questi si segnalano Staphylococcus aureus, Micorcoccus luteus, Streptococcus pyogenes, Bacillus subtilis, Escherichia coli, Shigella flexneri, Pseudomonas aeruginosa, Haemophilus influenzae, Microsporum canis, Candida albicans, Aspergillus niger, Trichophyton, Malassezia furfur (Pityrosporum ovale).
La rilevante attività fungicida nei confronti di diversi dermatofiti, lieviti e muffe sembra sia dovuto alla capacità della molecola di penetrare attraverso la parete cellulare dei lieviti, come ad esempio Malassezia furfur, portando alla formazione di complessi ionici di ferro. Ciò provoca l'inibizione del metabolismo energetico nei mitocondri dei miceti.

## Farmacocinetica
In studi su animali (ratti) piroctolamina radiomarcata (14C) è stata somministrata mediante intubazione o iniezione. 
L'eliminazione dall'organismo è avvenuta principalmente attraverso le feci (65-85% della dose) ed in misura decisamente minore (6-19%) tramite le urine.
L'assorbimento per via cutanea, lasciando il prodotto applicato e senza risciacquare, avviene in quantità così modesta che la possibilità di effetti sistemici dovuti a questa via risulta estremamente remota.

## Tossicologia
Test di tossicità orale acuta sono stati effettuati su ratti, topi e cani. 
La DL50 nel ratto è stata pari a 8100 mg/kg di peso corporeo, nel topo di 4300 mg/kg, e nel cane superiore a 4000 mg/kg.

## Usi clinici
La molecola è spesso utilizzata tra gli ingredienti di diversi shampoo antiforfora, in alternativa allo zinco piritione.
Praticamente priva di tossicità la molecola è particolarmente adatta alla fabbricazione di shampoo antiforfora e prodotti per la cura dei capelli.

## Effetti collaterali e indesiderati
In rari casi il composto può determinare una sensazione transitoria di fastidio e bruciore. Occasionalmente si possono manifestare altri eventi avversi consistenti in disturbi della cute e del tessuto sottocutaneo quali: secchezza della cute, prurito, irritazione locale, rash cutaneo, e più raramente dermatite da contatto.
La caduta dei capelli non è invece compresa tra gli effetti indesiderati della molecola.

## Controindicazioni
I prodotti contenenti piroctolamina sono controindicati in soggetti con ipersensibilità nota al principio attivo, oppure ad altri ingredienti contenuti nelle preparazioni cosmetiche.